# Philippe II de Croÿ
Philippe II de Croÿ (1496 – 1549) fu Seigneur de Croÿ, Conte di Porcéan e primo Duca di Aarschot.

## Biografia
Philippe II apparteneva al potente Casato di Croÿ. Era il figlio maggiore di Henri de Croy e Charlotte de Châteaubriand.

Suo nonno era Philippe I de Croÿ, suo zio Guillaume de Croÿ, tutore principale e Primo Ciambellano di Carlo V, e suo fratello minore Guillaume III de Croy, Arcivescovo di Toledo.
Philippe II de Croÿ successe alla Contea di Porcéan alla morte di suo padre nel 1514. 
Nel 1521 ereditò i titoli di suo zio Guillaume: tra gli altri, Duca di Soria e Archi, e Conte di Beaumont.
Come i suoi predecessori, fu Governatore di Hainaut e Cavaliere Maggiore dell'Ordine del Toson d'oro, ma è come generale di Carlo V che è maggiormente ricordato.

Combatté contro i francesi nelle Guerre d'Italia del 1521–1526, e giocò un ruolo importante nella conquista di Tournai (1521).
Il 1º aprile 1534 Carlo V creò Philippe ("nostro cugino", come egli lo definì) Duca di Aarschot e Grande di Spagna di Prima Classe. Precedentemente, Philippe era diventato Marchese di Renty e scambiò la signoria di Longwy in Normandia per quella di Havré, che i suoi discendenti avrebbero sviluppato come un covo di famiglia.

## Matrimonio e figli
La sua prima moglie fu una lontana cugina, Anne de Croÿ (1502–1539), Principessa di Chimay, figlia di Charles I de Croÿ e bisnipote di Jean II de Croÿ, Conte di Chimay.

Ebbero sei figli:
- Charles II (1522–1551), II Duca di Aarschot, III Principe di Chimay, III Conte di Beaumont
- Louise (1524–1585), sposò Massimiliano di Borgogna, Marchese de Vere et de Vlissingen (morto nel 1558) e Giovanni di Borgogna, Signore di Sommelsdijk (morto nel 1586).
- Philippe III (1526–1595), III Duca di Aarschot, IV Principe di Chimay, IV Conte di Beaumont
- Guillaume (1527–1565), II Marchese de Renty, una figlia
- Antoine (1530–1530)
- Louis (1533–1533)

Nove anni dopo la morte della sua prima moglie, Philippe sposò Anna di Lorena (1522–1568), figlia di Antonio, Duca di Lorena e vedova di René de Châlon.
Ebbero un solo figlio, nato dopo la morte di Philippe:
- Charles Philippe (1549–1613), Marchese d'Havré, ebbe figli